# 望月周
望月 周（もちづき しゅう、1965年3月11日 - ）は、俳人。東京都出身。20歳を過ぎて登山を始めたのをきっかけに俳句を始める。1998年、「百鳥」に入会、大串章に師事。2002年、百鳥賞受賞。2008年、鳳声賞受賞。2010年、「春雷」50句により角川俳句賞受賞（山口優夢と同時受賞）。2011年『俳コレ』入集。2014年、第一句集『白月』（はくげつ）刊行。2015年、『白月』により俳人協会新人賞受賞。師・大串の教えである「柔軟性」を意識して作句。現在、「「百鳥」」編集長、公益社団法人俳人協会理事。日本文藝家協会会員。

## 著書
- 『俳コレ』（共著、邑書林、2011年）
- 『白月』（文学の森、2014年）

## 参考
- 宇佐美貴子「（ZOOM）俳人・望月周　「つかの間」が生んだ大胆さ」 朝日新聞デジタル 2014年11月11日
- 週刊俳句編『俳コレ』（邑書林、2011年）